# Dindigul (distrikt)
Dindigul är ett distrikt i Indien.   Det ligger i delstaten Tamil Nadu, i den södra delen av landet, 2 000 km söder om huvudstaden New Delhi. Antalet invånare är 2 159 775.
Följande samhällen finns i Dindigul:
- Dindigul
- Palani
- Kodaikānāl
- Ayakudi
- Vattalkundu
- Nattam
- Nilakottai
- V.S.K.Valasai
- Vadamadurai
- Vedasandūr
- Pannaikadu
- Eriyodu
- Pattiveeranpatti
- Kīranūr